# Amizzo
Gli Amizzo (talvolta anche Amizo) furono una famiglia patrizia veneziana, annoverata fra le cosiddette Case Nuove.

## Storia
Come per tutte le famiglie della Venezia più antica, le informazioni riguardanti questo casato sono poche e assai imprecise.
Gli Amizzo sarebbero stati originari dell'esarcato d'Italia, precisamente della sua capitale, Ravenna, e, trasferitisi in laguna, diedero a Venezia antichi tribuni. Pare che praticassero l'attività creditizia nei commerci con l'Oriente.
Alcune fonti attestano che questo casato fu aggregato all'antico Consilium già nel 1086, benché più recenti tesi non li diano presenti sulla scena politica cittadina prima del secolo XIII: secondo tali fonti, gli Amizzo furono presenti in Maggior Consiglio tra il 1278 e il 1281, mentre nel 1293-1294 è attestata la presenza di un Tommaso Amizzo da Santa Croce. Costui sarebbe poi stato confermato dalla Quarantia subito dopo la serrata del 1297.
Gli Amizzo si estinsero negli anni Cinquanta o Sessanta del secolo XIV, benché altra fonte li dia già estinti nel 1291 in un Giovanni Amizzo, Giustizier Vecchio. La stessa, azzarda l'ipotesi che gli Amizzo e gli Amigo siano in realtà la medesima famiglia.